# 戸越公園

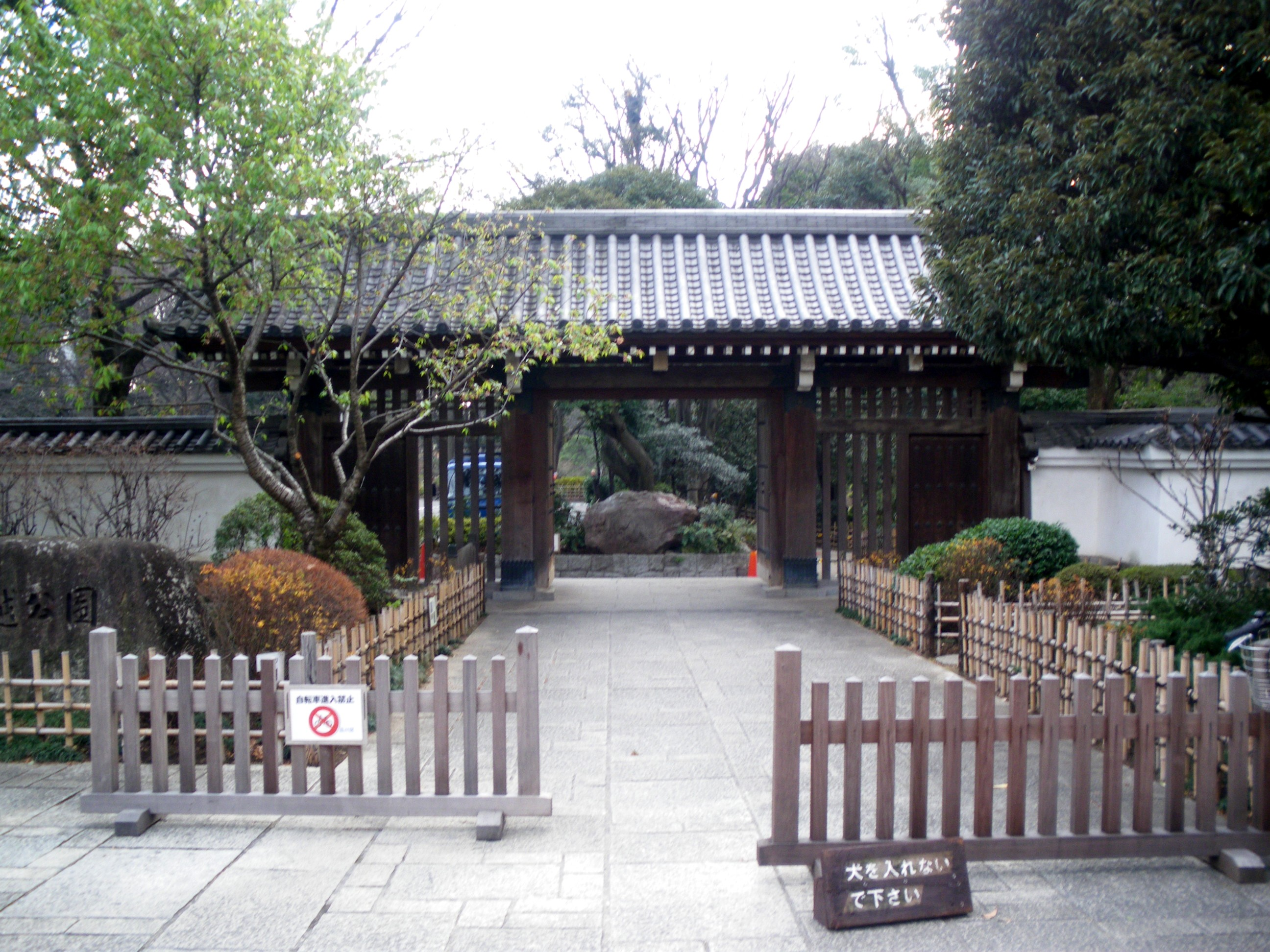
戸越公園の正門（薬医門）

戸越公園（とごしこうえん）は、東京都品川区豊町にある品川区立の公園である。

## 歴史
当地一帯は江戸時代初期の寛文年間に熊本藩主・細川家の下屋敷があったところで、後に細川家の戸越屋敷として屋敷や回遊式庭園などが整備された。その後所有者は、松江藩松平不昧公家や出羽上山藩松平家、久松松平家などを経て、明治維新後は久松伯爵、吉井幸蔵伯爵、彫刻家の堀田瑞詳などの所有を経て1890年に三井家に移った。
1932年には三井家から当時の荏原町（後の品川区）に庭園部分が寄付され、1935年3月24日に東京市立戸越公園として開園した。1950年には管轄が東京都から品川区に移譲された。
江戸時代の回遊式庭園の雰囲気が良好に保たれている。

## 主な施設

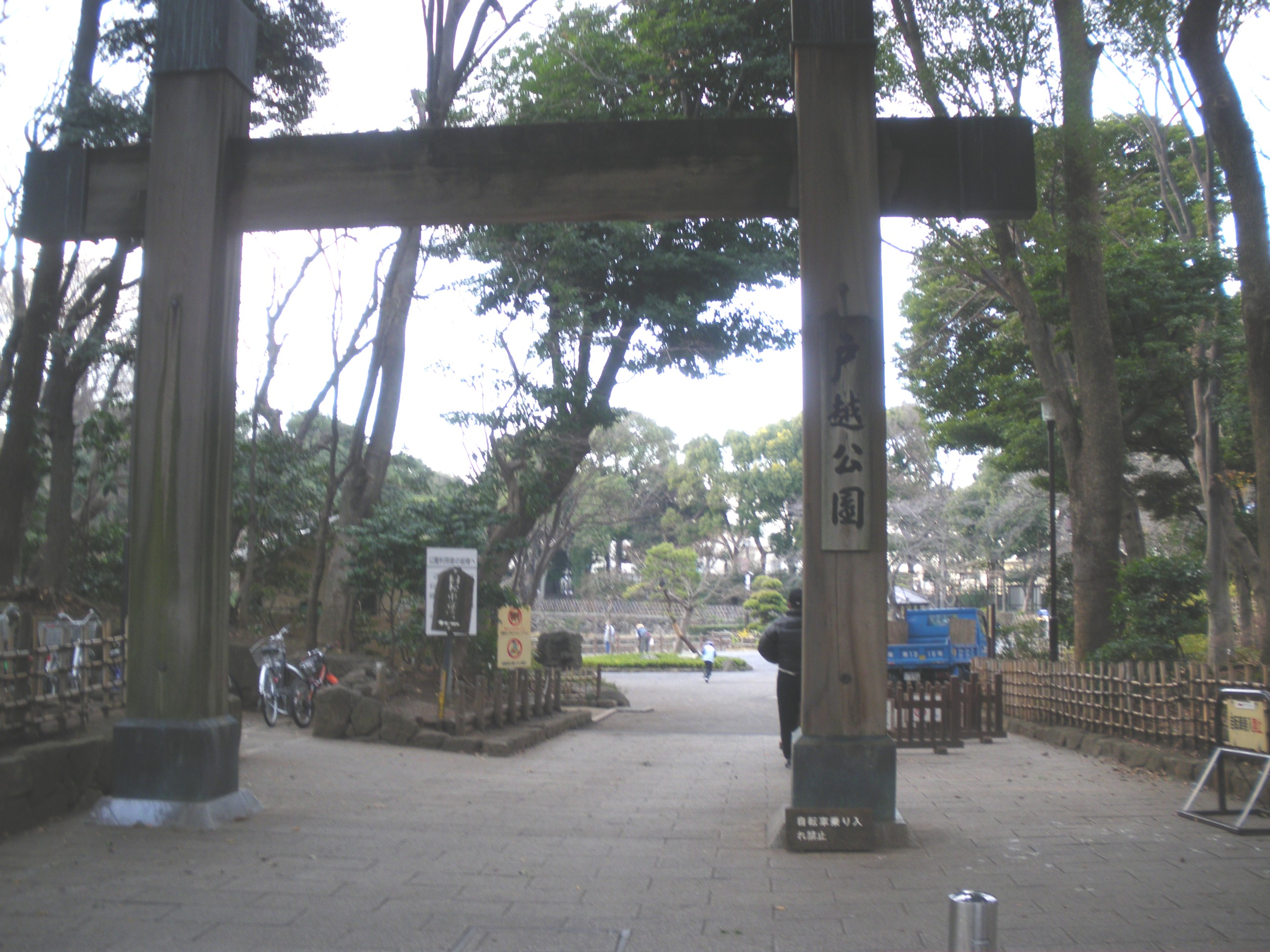
戸越公園の東門（冠木門）

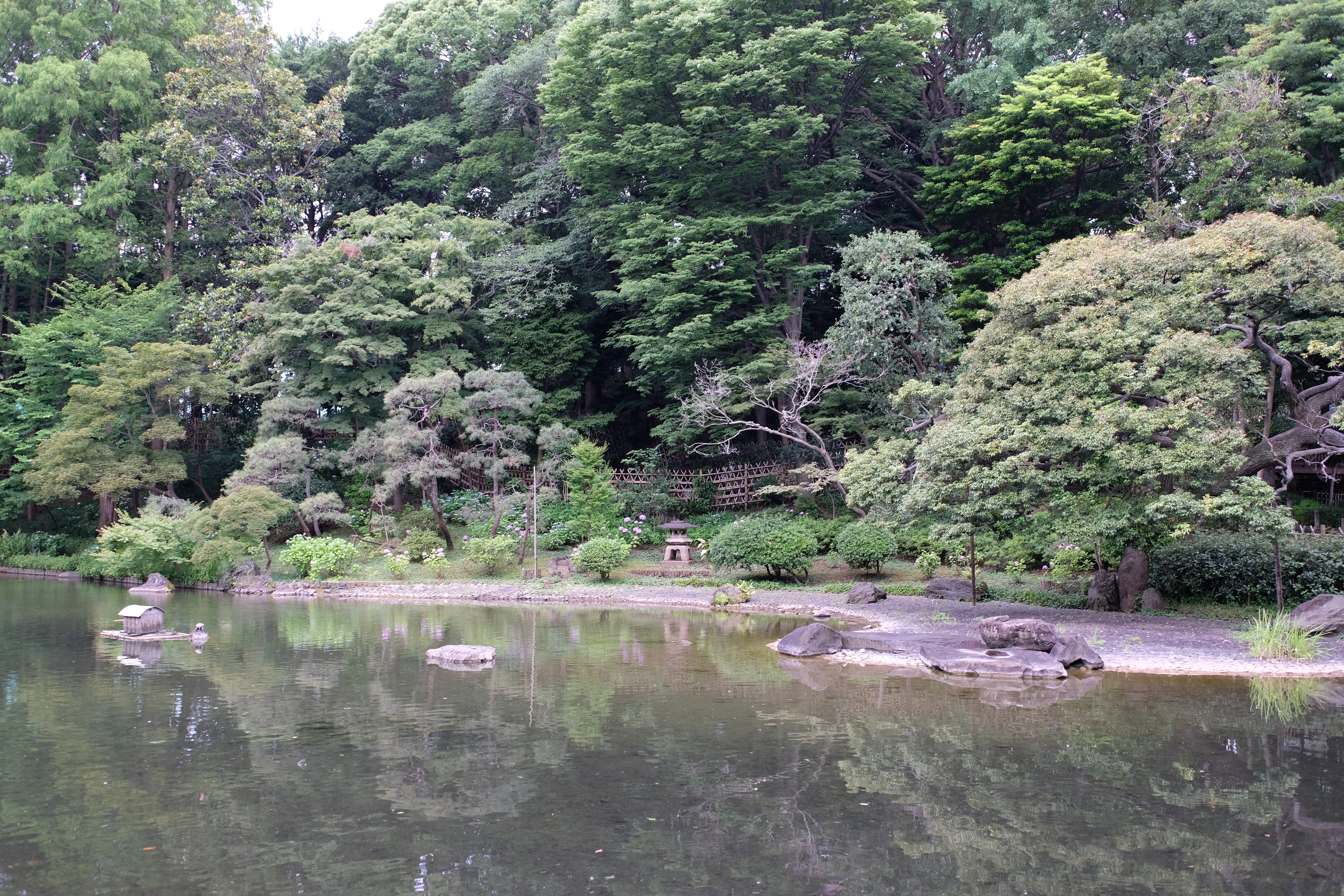
戸越公園 品川区 2025年6月

- 回遊式庭園
- 広場
- 池 鯉や小魚、カメなどがいる
- 薬医門（公園正門）
- 冠木門（公園東門）
- 面積:18,255m2

## 近隣施設
- 品川区立ゆたか図書館
- 文庫の森
- 戸越体育館
- エコルとごし

## アクセスなど
- 開園時間:常時開園
- 料金:無料

### 電車
- 東急大井町線 戸越公園駅 - 徒歩約6分
- 東急大井町線 下神明駅 - 徒歩約8分
- 都営浅草線 戸越駅 - 徒歩約13分
- 東急池上線 戸越銀座駅 - 徒歩約15分
- 横須賀線・湘南新宿ライン 西大井駅 - 徒歩約15分
- 京浜東北線・東京臨海高速鉄道りんかい線 大井町駅 - 徒歩約19分

### バス
- 戸越三丁目 東急バス（反01・反02） - 徒歩10分程度[2]
  - 反01系統[2]：五反田駅 行き[2]、川崎駅西口北 行き[2]
  - 反02系統[2]：五反田駅 行[2]、池上警察署 行き[2]

### 車
- 駐車場:なし。近隣にコインパーキングあり。
- 駐輪場:あり